# Federazione di rugby a 15 della Polonia
La Federazione Rugby XV della Polonia (in polacco Polski Związek Rugby) è l'organo che governa il Rugby a 15 in Polonia.
Affiliata all'International Rugby Board, è inclusa fra le nazionali di terzo livello senza esperienze di Coppa del Mondo.